# حوايج ذياب جزيرة (دير الزور)
حوايج ذياب جزيرة قرية سورية تتبع ناحية كسرة في منطقة مركز دير الزور في محافظة دير الزور. بلغ عدد سكانها 1781 نسمة في عام 2004 حسب إحصاء المكتب المركزي للإحصاء.